# Паулилатино
Паулилатино (итал. Paulilatino) — коммуна в Италии, располагается в регионе Сардиния, подчиняется административному центру Ористано.
Население составляет 2517 человек, плотность населения составляет 24,25 чел./км². Занимает площадь 103,8 км². Почтовый индекс — 9070. Телефонный код — 0758.
Покровителем коммуны почитается святой Фёдор Тирон, празднование 9 ноября.